# ایگل لیک (مین)
ایگل لیک (به انگلیسی: Eagle Lake) شهری در ایالت مین کشور ایالات متحده آمریکا است که جمعیت آن در سرشماری سال ۲۰۱۰ میلادی، ۶۲۵ نفر بوده‌است.